# Йоган Венегас
Йоган Венегас (ісп. Johan Venegas; нар. 27 листопада 1988, Лимон) — костариканський футболіст, фланговий півзахисник клубу «Сапрісса» та національної збірної Коста-Рики.

## Клубна кар'єра
У дорослому футболі дебютував 2007 року виступами за команду клубу «Сантос де Гвапілес», в якій провів п'ять сезонів, взявши участь у 56 матчах чемпіонату. Також 2011 року недовго пограв в оренді за «Барріо Мексико».
У 2012 році йому вдалося перейти в більш сильний клуб «Пунтаренас». За підсумками сезону хавбек забив 12 голів. Після цього з Венегасом підписав контракт один з найтитулованіших клубів Коста-Рики «Алахуеленсе». У першому ж сезоні за нову команду півзахисник став чемпіоном країни.
У липні 2015 року Венегас перейшов в клуб MLS «Монреаль Імпакт» і за півтора сезони встиг відіграти за команду з Монреаля 28 матчів у чемпіонаті.
13 грудня 2016 року Венегас був обмінений в новоутворену «Міннесоту Юнайтед» на Кріса Дюваля. 3 березня 2017 року він вийшов у стартовому складі в дебютному матчі «Міннесоти» в MLS, у гостьовій грі проти «Портленд Тімберс». 21 грудня 2017 року стало відомо, що 2018 рік Венегас проведе на батьківщині, в оренді у клубі «Сапрісса». У складі «Сапрісси» здобув перемогу у весняному чемпіонаті 2018 року.

## Виступи за збірну
У вересні 2014 року дебютував в офіційних матчах у складі національної збірної Коста-Рики на Центральноамериканському кубку, допомігши своїй команді виграти трофей. У перших двох іграх за збірну Венегас забивав м'ячі у ворота збірної Нікарагуа і Панами.
Згодом у складі збірної був учасником Золотого кубка КОНКАКАФ 2015 року у США та Канаді, Кубка Америки 2016 року у США і розіграшу Золотого кубка КОНКАКАФ 2017 року у США, а наступного року роки поїхав на перший для себе чемпіонат світу 2018 року у Росії.
Наразі провів у формі головної команди країни 44 матчі, забивши 9 голів.

## Досягнення
- Чемпіон Коста-Рики (2): 2013 (Інв'єрно), 2018 (Верано)